# Vratislav Lokvenc
Vratislav Lokvenc (Náchod, 27 de setembro de 1973) é um ex-futebolista tcheco, que atuava como atacante.
Suas principais características eram sua altura e força fisica, fatores que o tornaram um poderoso atacante.

## Carreira
Revelado pelo Hradec Králové, Vratislav já passou pelo Sparta Praha, Kaiserslautern, Bochum, Red Bull Salzburg, Basel e encerrou a carreira no Ingolstadt 04, da terceira divisão alemã, em 2009. 

## Seleção
Pela seleção tcheca, ele disputou a Copa das Confederações 1997, a Euro 2000, a Euro 2004 e a Copa do Mundo 2006.